# Guerra da Independência de Moçambique
A Guerra da Independência de Moçambique, também conhecida (em Moçambique) como Luta Armada de Libertação Nacional, bem  como Guerra Colonial Portuguesa foi um conflito armado entre as forças da guerrilha da FRELIMO (Frente de Libertação de Moçambique) e as Forças Armadas de Portugal. Oficialmente, a guerra teve início a 25 de Setembro de 1964, com um ataque ao posto administrativo de Chai no então distrito (actualmente província) de Cabo Delgado, e terminou com um cessar-fogo a 8 de Setembro de 1974, resultando numa independência negociada em 1975.
Ao longo dos seus quatro séculos de presença em território africano, a primeira vez que Portugal teve que enfrentar guerras de independência, e forças de guerrilha, foi em 1961, na Guerra de Independência de Angola. Em Moçambique, o conflito começou em 1964, resultado da frustração e agitação entre os cidadãos moçambicanos, contra a forma de administração estrangeira, que defendia os interesses económicos portugueses na região. Muitos moçambicanos ressentiam-se das políticas portuguesas em relação aos nativos. Influenciados pelos movimentos de autodeterminação africanos do pós-guerra, muitos moçambicanos tornaram-se, progressivamente, nacionalistas e, de forma crescente, frustrados pelo contínuo servilismo da sua nação às regras exteriores. Por outro lado, aqueles moçambicanos mais cultos, e integrados no sistema social português implementado em Moçambique, em particular os que viviam nos centros urbanos, reagiram negativamente à vontade, cada vez maior, de independência. Os portugueses estabelecidos no território, que incluíam a maior parte das autoridades, responderam com um incremento da presença militar e com um aumento de projectos de desenvolvimento.
Um exílio em massa de políticos da intelligentsia de Moçambique para países vizinhos providenciou-lhes um ambiente ideal no qual radicais moçambicanos podiam planear acções, e criar agitação política, no seu país de origem. A criação da organização de guerrilha moçambicana FRELIMO e o apoio da União Soviética, China e Cuba, por meio do fornecimento de armamento e de instrutores, levaram ao surgimento da violência que continuaria por mais uma década.
Do ponto de vista militar, o contingente militar português foi sempre superior durante todo o conflito contra as forças de guerrilha. Embora em desvantagem, as forças da FRELIMO saíram vitoriosas, após a Revolução dos Cravos em Lisboa, a 25 de Abril de 1974, que acabou com o regime ditatorial em Portugal. Moçambique acabaria por obter a sua independência em 25 de Junho de 1975, após mais de 400 anos de presença portuguesa nesta região de África. De acordo com alguns historiadores da Revolução Portuguesa do 25 de Abril, este golpe de Estado militar foi impulsionado principalmente pelo esforço de guerra e impasses políticos nos diversos  territórios ultramarinos de Portugal, pelo desgaste do regime então vigente e pela pressão internacional.

## Antecedentes

### Colónia portuguesa
Os primeiros habitantes da actual região de Moçambique eram designados por San e dedicavam-se à caça. Nos séculos I a IV d.C., seguiram-se-lhes vários povos bantos que migraram vindos pelo rio Zambeze. Em 1498, os exploradores portugueses desembarcaram na região e aí estabeleceram-se várias colónias. O ouro e a escravatura eram as principais fontes de riqueza para os europeus; no entanto, a influência era exercida pelos colonos locais, não existindo uma administração centralizada. Entretanto, Portugal desviava a sua atenção para a Índia e para o Brasil.

Brasão da Província Ultramarina de Moçambique até 1975.

Por volta do século XIX, o colonialismo europeu em África atinge o seu auge. Perdido o controlo do território brasileiro na América do Sul, os portugueses concentraram-se na expansão dos territórios africanos. Esta mudança de política fez Portugal entrar em conflito com os britânicos. Desde que David Livingstone voltou para a região em 1858, numa tentativa de explorar rotas comerciais, os interesses britânicos em Moçambique aumentaram, alarmando o governo português. Durante o século XIX, grande parte da região da África Oriental estava sob controlo britânico e, por forma a aumentar ainda mais este controlo, o governo britânico solicitou diversas concessões às colónias portuguesas. Como resultado, numa tentativa de evitar um confronto naval com a Marinha Real Britânica, Portugal, em desvantagem, ajustou as actuais fronteiras de Moçambique em Maio de 1881. O controlo de Moçambique ficou nas mãos de várias organizações tais como a Companhia de Moçambique, a Companhia da Zambézia e a Companhia do Niassa, que eram financiadas por mão de obra barata pelo Império Britânico, e que trabalhavam na exploração de minas e na construção de caminhos de ferro. Estas companhias desenvolveram-se desde a costa para o interior, estabelecendo plantações e taxando a população local que, até então, resistia à invasão dos colonos.

Localização de Moçambique na região sul de África

O Império de Gaza, até à data resistente, era constituído por um grupo de tribos indígenas que habitavam na região equivalente a Moçambique e ao Zimbabwe. Em 1885, foi derrotado, e as tribos restantes foram definitivamente derrotadas por volta de 1902; no mesmo ano, Portugal estabelece Lourenço Marques como a capital. Em 1926, a crise económica e política origina a implementação do Estado Novo, e leva a um revivalismo do interesse nas colónias africanas. Um sentimento de autodeterminação começou a nascer em Moçambique após a Segunda Guerra Mundial, à luz do que ia acontecendo com outras colónias por todo o mundo, numa vaga de descolonizações. Nos anos 50, em Moçambique, nasciam as primeiras organizações de ideais nacionalistas.

### Massacre de Mueda
No início dos anos 60, o descontentamento dos agricultores era grande. A partir de 1929, o Estado português iniciou um forte controlo sobre as companhias comerciais, nomeadamente sobre o monopólio que exerciam. O governo de Lisboa passou a centralizar a política de colonização. Dos produtos produzidos em Moçambique para exportação - algodão, açúcar, caju e sisal - o algodão era dos mais importantes, tendo sido imposta a sua exploração em larga escala. De 4 mil toneladas produzidas entre 1931 e 1935, passou-se para cerca de 130 mil na década de 1960. Associado a este forte aumento de produção, estava o elevado número de trabalhadores, que eram recrutados entre a população maconde  na região de Mueda. O descontentamento dos macondes tinha a ver, essencialmente, com os baixos salários auferidos, as más condições de trabalho, o autoritarismo da administração colonial e questões económicas - o algodão era comprado por baixo valor e vendido a um preço mais alto.
Em meados de 1960, é organizada uma reunião entre o governador do distrito de Cabo Delgado, o capitão de fragata Teixeira da Silva, e Garcia Soares, administrador da região dos macondes. A União Nacional Africana de Moçambique (MANU) é a porta-voz dos macondes e à sua frente estão Faustino Vanomba e Chibilite Vaduvane. É combinada para o dia 16 de junho uma reunião, na qual os macondes apresentariam as suas reivindicações: preços de compra mais altos para a produção e uhulu, liberdade para a terra. Do lado de fora do edifício onde decorria a reunião juntam-se cerca de 5 mil macondes em festa. No entanto, Teixeira da Silva apenas falou do aumento do valor a que ia comprar o algodão, não referindo a «liberdade da terra». Os representantes da MANU reclamaram, e foram presos à vista da multidão, que protesta violentamente. O governador manda os polícias dispararem sobre os manifestantes, matando alguns: fontes locais referem 16 mortos; o relatório militar indica 20; e o relatório da administração cerca de 30. A FRELIMO, anos mais tarde, disse que foram 150 as vítimas; e outra fonte, Alberto Joaquim Chipande, num texto publicado no livro de Eduardo Mondlane Lutar por Moçambique, refere 600 mortos.
O «16 de Junho» é uma das primeiras manifestações de insatisfação contra o colonialismo, embora ainda não seja um movimento politicamente organizado, mas sim uma manifestação espontânea de camponeses.

### Ascensão da FRELIMO
Em 1951, Portugal designou Moçambique como território ultramarino, por forma a transmitir ao mundo a imagem de que a colónia tinha grande autonomia. Passou a ter a designação oficial de Província Ultramarina de Moçambique. Mesmo assim, o controlo das províncias ultramarinas continuava a ser exercido por Portugal. O crescente número de nações africanas independentes após a Segunda Guerra Mundial, juntamente com os maus tratos à população indígena, encorajou o crescimento do sentimento nacionalista dentro de Moçambique.

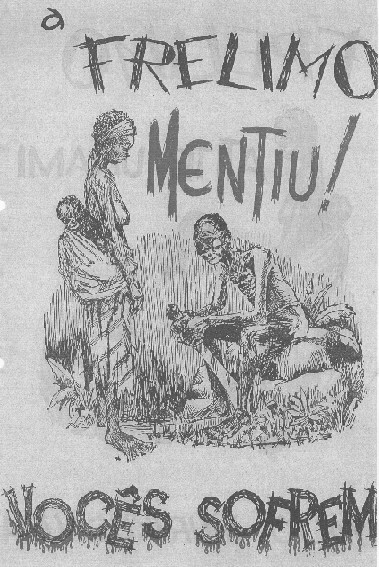
Propaganda lançada de avião pelos portugueses.

 No seu livro Lutar por Moçambique (1968), o primeiro presidente da FRELIMO, Eduardo Mondlane, escreveu:
| “ | Como todo o nacionalismo africano, o de Moçambique nasceu da experiência do colonialismo europeu. A fonte de unidade nacional é o sofrimento comum durante os últimos cinquenta anos sob o domínio português. | ” |

Moçambique era caraterizado socialmente pelas grandes disparidades entre os portugueses, mais ricos, e a larga maioria da população rural. Devido à sua baixa taxa de alfabetização e à preservação das tradições e dos modos de vida locais, as oportunidades de emprego qualificado e as posições na administração e no governo eram escassas para as populações tribais. Neste contexto, não havia espaço para elas no estilo de vida moderno e urbano. Muitos cidadãos locais sentiam a sua tradição e cultura ser oprimida pela cultura externa de Portugal. Vários dissidentes que se opunham à política portuguesa e clamavam por independência foram forçados ao exílio. A administração portuguesa obrigava os agricultores moçambicanos a plantar arroz e algodão para exportação, deixando-lhes pouco para a sua subsistência. Muitos trabalhadores - mais de 250 mil por volta de 1960 - foram enviados para o trabalho nas minas de ouro e diamantes da África do Sul. Por volta de 1950, 4 353 moçambicanos, num total de 5 733, receberam do governo colonial português o direito de voto. O fosso entre os colonos portugueses e a população moçambicana é patente pelo número reduzido de mestiços: cerca de 31 465, num total de 8–10 milhões de habitantes em 1960, de acordo com o censo desse ano.
A FRELIMO foi criada em Dar es Salaam, capital da vizinha Tanzânia, em 25 de junho de 1962, no decorrer de uma conferência por alguns políticos forçados ao exílio, através da fusão de vários grupos nacionalistas, entre os quais a União Nacional Africana de Moçambique (MANU), a União Nacional Africana de Moçambique Independente (UNAMI) e a União Democrática Nacional de Moçambique (UDEMANO), nascida dois anos antes. Estas organizações só conseguiram desenvolver-se no exílio, dado o apertado controlo sobre a atividade dos dissidentes no interior de Moçambique. No seu primeiro congresso, em setembro do mesmo ano, a FRELIMO declarava, nos seus estatutos, pretender acabar com a presença colonial e imperial portuguesa no país, conseguir a independência de Moçambique e defender as reivindicações dos cidadãos moçambicanos. Um ano mais tarde, em 1963, a FRELIMO estabeleceu uma sede em Dar-es-Salaam, liderada pelo sociólogo Eduardo Mondlane, e começou a exigir a independência em relação a Portugal. Em 1964, num encontro com Alberto Joaquim Chipande e um grupo de jovens, em Dar-es-Salaam, Samora e Mondlane transmitiram a mensagem de que o objetivo da sua luta era a estrutura portuguesa instalada em Moçambique, e não o cidadão branco ou civil. A luta, segundo Machel, era contra o colonialismo e o imperialismo (representado pela presença de capitais norte-americanos, ingleses, franceses, alemães e japoneses. Após dois anos de organização e de insucesso dos contactos políticos, numa tentativa de procurar a independência de forma pacífica, Mondlane alterou a sua estratégia e iniciou uma campanha de guerrilha, em 1964.
A primeira vítima do conflito terá sido o padre holandês Daniel Boormans, da Missão Católica de Nangololo, em 24 de Agosto de 1964 que, alegadamente, foi confundido com o chefe do posto. A FRELIMO, que tinha acabado de entrar em Moçambique vinda da Tanzânia, rapidamente atribuiu este incidente às forças da Manu e da Udenamo, e um mês depois, a 25 de setembro, lançou os primeiros ataques na região de Mueda, marcando, oficialmente, o início do conflito. Nesta data, Alberto Joaquim Chipande, à frente de um grupo de 12 homens, atacou um posto administrativo na localidade de Chai, matando o chefe do posto e outras seis pessoas, segundo a sua versão. No entanto, segundo outra versão, de tropas portuguesas, ninguém teria sido abatido; apenas as paredes do posto administrativo teriam sido atingidas.
Historicamente, Chipande é considerado como o primeiro a disparar o tiro que deu início ao conflito, embora haja vozes discordantes, mesmo no seio da FRELIMO. Eduardo Nihia, membro do Conselho de Estado e antigo combatente, reclamou igualmente a autoria desse disparo, referindo mesmo que também houve disparos noutras frentes, embora sem sucesso. Chipande reagiu a estas declarações afirmando a sua abertura a novas versões sobre o que realmente acontecera.
No início, os Estados Unidos ofereceram apoio aos grupos nacionalistas em África. Este apoio pretendia seguir os princípios de Thomas Woodrow Wilson, que defendiam a autodeterminação e independência das nações colonizadas. As Nações Unidas também pressionaram Portugal a proceder à descolonização. No entanto, Portugal, ameaçando sair da NATO, conseguiu suster essa pressão, forçando os grupos nacionalistas de Moçambique a procurarem ajuda junto da União Soviética.

### Apoios à FRELIMO
Durante o período da Guerra Fria, em particular no final da década de 1950, a União Soviética e a República Popular da China adoptaram uma estratégia de desestabilização dos poderes dos países do Ocidente através da ruptura do seu domínio sobre as colónias africanas. Nikita Khrushchov, em particular, via "o terço subdesenvolvido da humanidade" como um meio de enfraquecer o Ocidente. Para os soviéticos, África representava uma oportunidade de criar uma fractura entre as potências ocidentais e os seus domínios coloniais, e criar estados pró-comunistas em África com os quais pudesse desenvolver relações no futuro.
Antes da formação da FRELIMO, a posição da União Soviética sobre os movimentos nacionalistas em Moçambique não era clara. Existiam vários movimentos independentistas mas não havia a certeza sobre quais teríam sucesso. Os grupos nacionalistas em Moçambique, tais como todos aqueles existentes por toda a África naquele período, receberam treino e equipamento da União Soviética.
O sucessor de Eduardo Mondlane, o futuro Presidente de Moçambique, Samora Machel, reconheceu ter recebido apoio tanto de Moscovo como de Pequim, descrevendo-os como "aqueles que realmente nos ajudaram. … Eles já estiveram envolvidos em conflitos armados, e tudo aquilo que aprenderam, e que seja relevante para Moçambique, nós iremos utilizar". As guerrilhas receberam formação em subversão e política bélica, tal como ajuda militar, especificamente fornecimento de peças de artilharia de 122 mm, juntamente com 1,6 mil conselheiros da Rússia, Cuba e Alemanha Oriental. A União Soviética continuaria a apoiar o novo governo da FRELIMO contra a contrarrevolução nos anos seguintes a 1975. Por volta de 1981, mantinham-se em Moçambique 230 soviéticos e 800 conselheiros militares cubanos. A presença de Cuba em Moçambique fazia parte de um esforço contínuo de "exportar" a sua ideologia anti-imperialista da Revolução Cubana e de conseguir novos aliados. Cuba forneceu apoio aos movimentos de libertação e governos de esquerda em vários países africanos, incluindo Angola, Etiópia, Guiné-Bissau e Congo.
Também os países nórdicos, nomeadamente a Suécia, apoiaram a causa da FRELIMO ao nível político e financeiro, durante todo o conflito.

## Conflito

### De 1964 a 1969

#### Insurreição por Mondlane, declaração da criação de governo

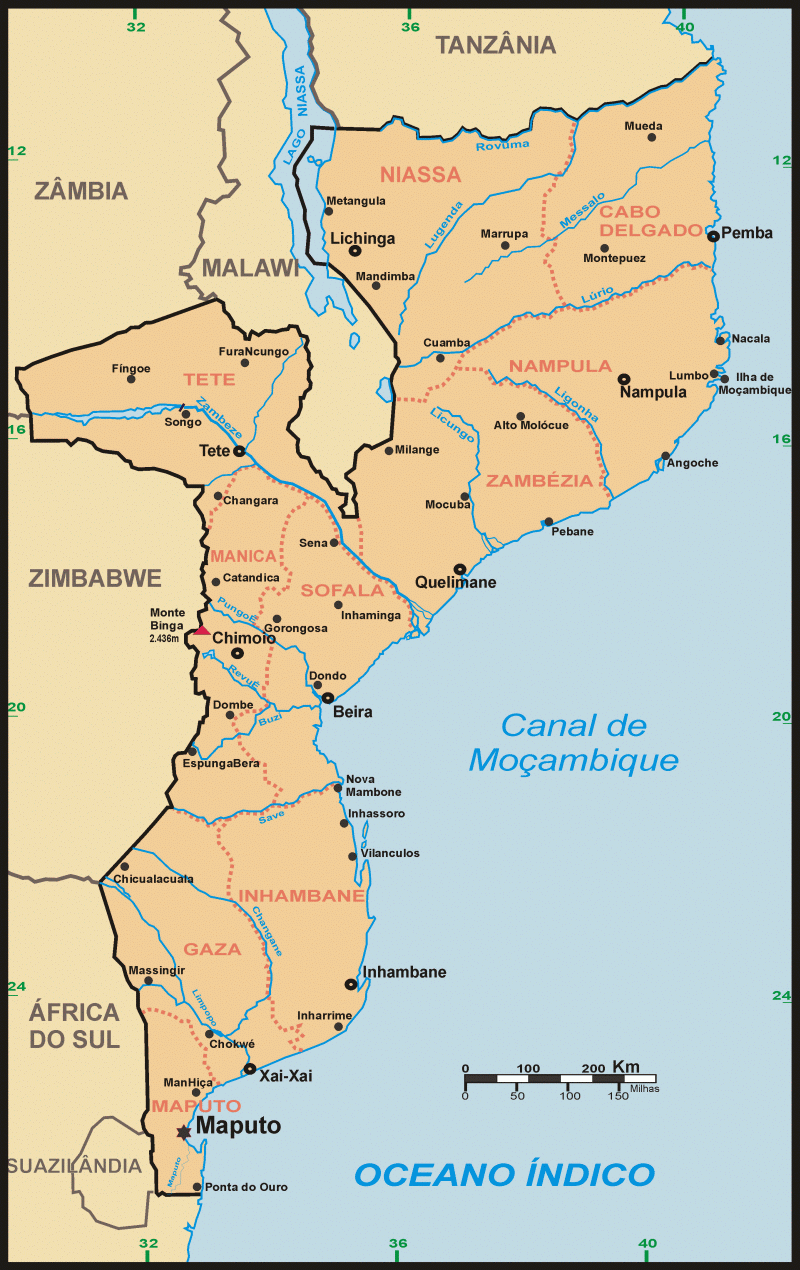
Mapa de Moçambique

No início da guerra, a FRELIMO tinha poucas esperanças numa vitória militar convencional dado o seu contingente de apenas 250 combatentes, contra uma muito maior força portuguesa. Esperavam que a população local os apoiasse na insurreição, por forma a conseguir negociar a independência com Lisboa. Em 1967, as forças da FRELIMO subiram para cerca de 8 mil homens. A estratégia de Portugal era de efectuar no terreno uma guerra convencional, para onde enviou cerca de 10 mil tropas no início do conflito em 1964; até 1967, o número de tropas situar-se-ia entre os 23 mil e os 24 mil. O número de soldados locais recrutados pelos portugueses, mais de 11 mil, levou a um aumento das forças para perto de 35 mil no mesmo período. Cerca de 860 elementos das Forças Especiais estavam, também, a ser treinados nos Comandos em 1969.
A facção militar da FRELIMO era liderada por Filipe Samuel Magaia, cujas forças receberam treino na Argélia. As guerrilhas da FRELIMO estavam equipadas com vários tipos de armas, muitas fornecidas pela União Soviética e pela China. Algumas dessas armas incluíam a espingarda Mosin-Nagant, a Espingarda semiautomática SKS, a AK-47, uma espingarda automática e a soviética PPSh-41. As metralhadoras Degtyaryov eram muito utilizadas, juntamente com a DShK e a SG-43 Goryunov. A FRELIMO era apoiada por morteiros, espingardas sem recuo, RPGs, defesa antiaérea como o ZPU-4 e, desde 1974, o sistema portátil de lançamento de mísseis Strela 2. Em algumas fases menos activas do conflito, a FRELIMO receberia um número limitado de Strela 2 da China. Durante o conflito seria abatido um avião das FAP, um T-6 em Outubro de 1967, pela defesa antiaérea da frelimo; em Novembro de 1971 um DO-27, foi atingido por tiros, resultando na morte do oficial observador em Niassa.
As forças portuguesas, por seu lado, eram comandadas pelo General António Augusto dos Santos, um militar que acreditava nas novas teorias de contra-insurreição. Augusto dos Santos apoiou a Rodésia na criação de unidades de exploradores africanos e outras equipas de força especiais, com as forças rodesianas a conduzir as suas próprias operações durante o conflito. Devido à política de retenção do armamento novo em Portugal, enquanto o velho e obsoleto era enviado para as colónias, os soldados portugueses combatiam com rádios da Segunda Guerra Mundial e com antigas espingardas Mauser. Com o desenrolar dos combates, a necessidade de armamento novo, e em condições, foi rapidamente reconhecida, sendo adoptadas as espingardas automáticas Heckler & Koch G3 e FN FAL como as principais do exército, juntamente com as AR-10 para os pára-quedistas. A MG42 e, em 1968, a HK21, eram as metralhadoras pesadas dos portugueses com projécteis de calibre 60, 81 e 120 mm, e carros de combate blindados Panhard AML, Panhard EBR, Fox e Chaimite para apoio à infantaria.
Embora a utilização dos helicópteros em Moçambique tenha sido inferior àquela do Vietname, Portugal estava equipado com os Alouette II e Alouette III (desde 1966), e com o Puma (a partir de 1970); os primeiros seriam mais utilizados, mas o Puma teria mais sucesso nas operações onde esteve envolvido. Outras aeronaves utilizadas foram o T6 e o Fiat G.91 para apoio aéreo de proximidade; o Dornier Do 27 para reconhecimento aéreo do terreno. A Força Aérea Portuguesa utilizou, essencialmente para transporte, o Nord Noratlas e o C-47. A Marinha Portuguesa também utilizou barcos de patrulha, lanchas de desembarque e barcos insufláveis.

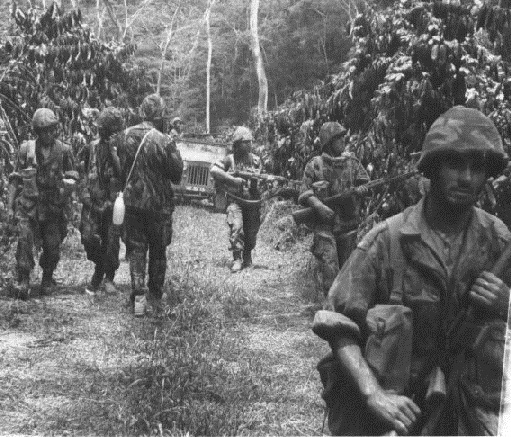
Tropas portuguesas em Moçambique; algumas carregando a FN FAL e a G3

Em 1964, algumas tentativas da FRELIMO de negociação da paz foram abandonadas e, em 25 de  Setembro do mesmo ano, Eduardo Mondlane iniciou ataques de guerrilha a alvos na região norte de Moçambique a partir da sua base na Tanzânia. Os soldados da FRELIMO, com o apoio logístico da população local, fizeram pequenos ataques a postos administrativos no distrito de Cabo Delgado; nas cidades, a vida continua, sem sentir a influência destes ataques. Os militantes da FRELIMO eram capazes de vigiar, perseguir e fugir empregando técnicas de guerrilha convencional: efectuando emboscadas a patrulhas, sabotando comunicações a linhas de caminhos de ferro, e fazendo pequenos ataques contra postos coloniais antes de rapidamente desaparecerem na vegetação. Os revoltosos estavam armados com espingardas e pistolas, e souberam tirar partido da época das monções para melhor se retirarem após os ataques. Durante as fortes chuvadas, era bastante mais difícil de perseguir os guerrilheiros por via aérea, anulando a superioridade aérea de Portugal, e mesmo por via terrestre dificultando os movimentos dos carros de combate. Por seu lado, as tropas rebeldes, com o seu equipamento mais leve, eram capazes de escapar pelo mato e juntarem-se às populações locais, passando despercebidas. Além disso, as forças da FRELIMO conseguiam alimentar-se dos produtos do terreno por onde passavam, não ficando, assim, dependentes de uma logística organizada e complexa. Inicialmente, o centro da logística das forças portuguesas estava estabelecido em Lourenço Marques. No entanto, dada a geografia acidentada de Moçambique e da grande distância - 2 mil km - das zonas de combate, a zona norte, descentralizou-se o centro de decisão, passando a haver três centros logísticos: Beira, Nacala e Porto Amélia.
Inicialmente, a estratégia da FRELIMO passava por transmitir a sua mensagem de revolta a cinco províncias: Cabo Delgado, Niassa, Tete, Zambézia e Nampula. Cedo verificaram a sua incapacidade numérica para tal, e centraram as suas operações nas duas primeiras regiões, nos primeiros anos do conflito. Durante o período inicial do conflito, a actividade da FRELIMO limitava-se a ataques com unidades de pequena dimensão às instalações portuguesas. Os seus soldados operavam, habitualmente, em grupos de 10 a 15 elementos. Os ataques pontuais e dispersos eram uma tentativa de separar as forças portuguesas. Embora os guerrilheiros tivessem conseguido avançar rapidamente de norte para sul, os seus problemas não se limitavam às forças portuguesas. Também no interior da FRELIMO surgiam os primeiros problemas: uma divisão de ideias, separa os pró-ocidentais - Uria Simango, Lázaro Kavandame e Mateus Gwengere -, dos pró-comunistas - Samora Machel e Marcelino dos Santos.
As primeiras vítimas dos portugueses datam de Novembro, em combates na região norte de Moçambique, Xilama. Com o crescente aumento do apoio da população local, e o reduzido número de tropas regulares portuguesas, a FRELIMO rapidamente conquistou terreno avançando para sul até Meponda e Mandimba, ligando Tete com a ajuda da força aérea do vizinho Malawi, que se tornou membro independente da Commonwealth em 6 de Julho. Mesmo com o aumento das operações da FRELIMO, os ataques continuavam a ser efectuados com pequenas equipas a postos administrativos portugueses pouco armados; o sistema de comunicações e abastecimento, era feito através da utilização de canoas ao longo do Rio Rovuma e do Lago Niassa.
Só em 1965 é que o número de soldados recrutados aumentou com o apoio popular, subindo, assim, a dimensão dos grupos de ataque. Este aumento deveu-se, em parte, à disponibilidade da FRELIMO para ajudar os moçambicanos exilados, que tinham fugido ao conflito e refugiado na Tanzânia. Tal como nos conflitos contra a França e contra as Forças Armadas dos Estados Unidos no Vietname, os rebeldes também recorreram à colocação, em larga escala, de minas como forma de diminuir a vantagem das forças portuguesas, e desmoralizando os seus soldados.

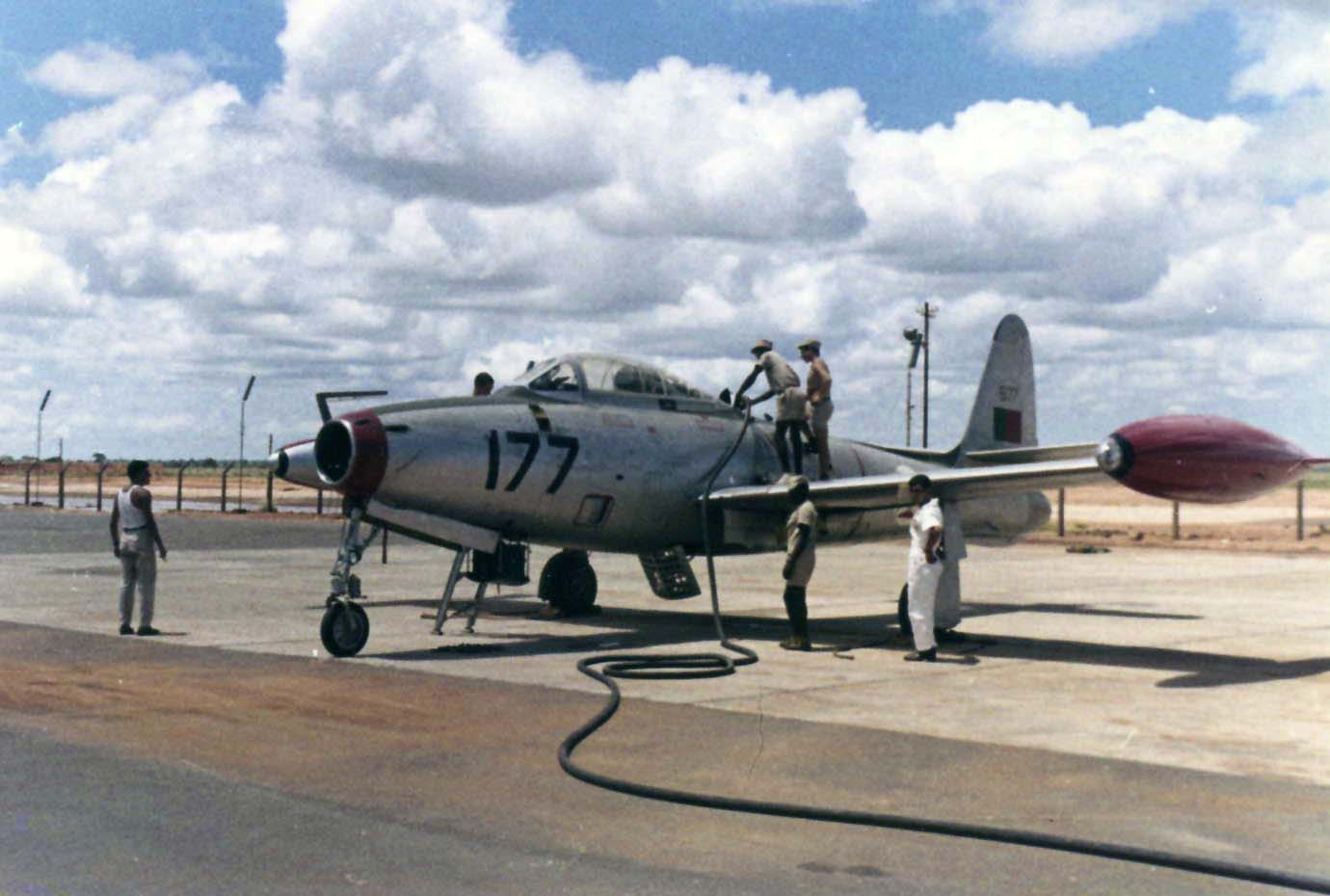
Um F-84 da Força Aérea Portuguesa (FAP) em Africa. Os F-84 eram o principal meio de apoio e ataque aéreo até à entrada em operações do G.91R-4 em Dezembro de 1968.

Os grupos de guerrilha da FRELIMO também continuaram a aumentar até atingir cerca de 100 homens em algumas ocasiões, sendo, também, incluídas algumas mulheres. A 10 ou 11 de Outubro de 1966, ao regressar da Tanzânia após uma inspecção à linha da frente, Filipe Samuel Magaia foi abatido a tiro por Lourenço Matola, um companheiro de guerrilha da FRELIMO, supostamente ao serviço dos portugueses.
Em 1967, cerca de 14% da população e 20% do território eram controlados pela FRELIMO; por esta altura, estavam 8 mil guerrilheiros em combate. Durante este período, Mondlane queria um aumento do esforço de guerra, mas também procurou manter os pequenos grupos de ataque. Com o aumento do custo dos abastecimentos, expansão do território conquistado aos portugueses e a adopção de medidas que permitissem obter o apoio da população, Mondlane solicitou apoio externo, em particular da União Soviética e da China; estes forneceram-lhe metralhadoras de grande porte, armamento antiaeronave, espingardas sem recuo de 75 mm e lança-granadas-foguete de 122 mm.
Em 1968, o segundo Congresso da FRELIMO resultou numa vitória, em termos de propaganda, para os insurrectos, apesar das tentativas dos portugueses, que dispunham de superioridade aérea, de bombardear o local da reunião. Esta situação deu mais força à FRELIMO para se impor nas Nações Unidas.

#### Programa de desenvolvimento português

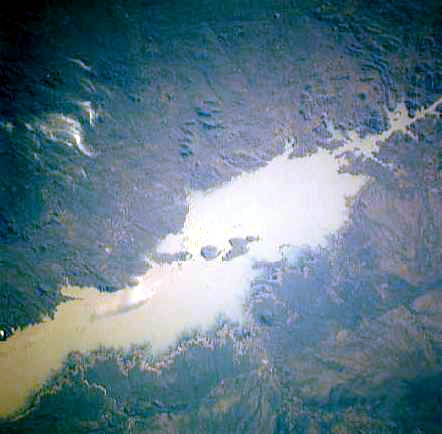
A barragem de Cahora Bassa (vista do espaço), foi construída pelo governo colonial português durante a guerra, e fez parte de um plano de grande dimensão para ganhar o apoio da população. Porém, passou a ser um alvo frequente dos ataques da FRELIMO que, no entanto, nunca tiveram sucesso.

Devido à grande diferença tecnológica entre as civilizações, Portugal foi um dos principais responsáveis pelo desenvolvimento dos países africanos onde esteve presente desde o século XV. Nos anos 60 e início dos 70, para combater a crescente insurgência das forças da FRELIMO e mostrar aos portugueses, e ao mundo, que todo o território estava sob controlo, o governo português acelerou o seu programa de desenvolvimento para expandir e melhorar as infraestruturas de Moçambique, criando novas estradas, caminhos-de ferro, pontes, barragens, sistemas de irrigação, escolas e hospitais para estimular um ainda maior nível de crescimento económico, e apoio da população local.
Parte deste programa de desenvolvimento, foi a construção da barragem de Cahora Bassa que teve início em 1969. Este projecto em particular veio a tornar-se um dos principais motivos de constante preocupação sobre segurança nos territórios ultramarinos. O governo português via a construção da barragem como um testemunho importante da "missão civilizadora" de Portugal pelo mundo e, além disso, uma forma de demonstrar a Moçambique a força e a segurança do governo colonial português. Para mostrar as suas intenções, Portugal enviou um contingente de 300 soldados e mais de 1 milhão de minas para defender este projecto.
Percebendo a importância simbólica da barragem para os portugueses, a FRELIMO iria passar sete anos a tentar parar a construção através da força. Nenhum ataque directo obteve sucesso; no entanto, a FRELIMO teve algum sucesso no ataque a tropas e pessoal envolvido na construção que se dirigiam para o local. A FRELIMO apresentou um protesto junto das Nações Unidas sobre o projecto, apoiado por relatórios comprometedores das acções dos portugueses em Moçambique. Apesar da retirada subsequente de uma grande parte da ajuda financeira estrangeira para a barragem, esta seria terminada em Dezembro de 1974. A propaganda efectuada por Portugal após o termino do projecto, acabou por ser ensombrada pela reacção pública moçambicana negativa das populações locais, que foram obrigadas a mudar as suas casas para outras zonas e assim permitir a construção da barragem. A barragem também acabou por privar os fazendeiros das enchentes anuais que ajudavam a fertilizar as suas plantações.

#### Assassinato de Eduardo Mondlane
No dia 3 de Fevereiro de 1969, Eduardo Mondlane é assassinado. Fontes referem que, numa tentativa de solucionar a situação em Moçambique, a polícia secreta portuguesa assassinou Mondlane enviando-lhe por uma bomba colocada numa encomenda para o seu escritório em Dar es Salaam. Dentro do pacote estava um livro que continha um sistema de detonação que foi accionado com a abertura daquele. Outras fontes afirmam, no entanto, que Mondlane terá sido morto com uma bomba colocada debaixo da sua cadeira na sede da FRELIMO, e que os responsáveis nunca foram identificados. As investigações que se seguiram acusaram Silverio Nungo (mais tarde executado) e Lázaro Kavandame, líder da FRELIMO em Cabo Delgado. Este último nunca escondeu a sua desconfiança por Mondlane, vendo-o como um líder muito conservador; a polícia da Tanzânia acusou Kavandame de trabalhar para a PIDE (polícia secreta de Portugal) e de ter assassinado Mondlane. Kavandame acabou por se render aos portugueses em Abril desse ano.
Embora os pormenores exactos do assassinato continuem por conhecer na sua totalidade, é aceite por vários historiadores e biógrafos que o governo português e, em particular, a Aginter Press ou PIDE, estiveram envolvidos e foram apoiadas pela rede portuguesa de stay-behind Gladio (conhecida por Aginter Press). Em 1990, foi sugerido que eles foram responsáveis pelo assassinato. No entanto, após a morte de Mondlane, e dada a incerteza sobre os responsáveis, foram levantadas suspeitas dentro da própria FRELIMO, o que resultou num ambiente de alta tensão, e de uma mudança de política para a ala esquerda. O sucessor imediato de Mondlane foi o Reverendo Uria Simango, que serviu com ele como vice-presidente da FRELIMO, desde a sua criação até 1969. Na luta pela liderança da organização que se seguiu, Simango foi expulso por Samora Machel e Marcelino dos Santos, uma linha mais dura, da FRELIMO, sendo preso e executado após a independência, em 1975.

### De 1969 a 1974

#### Guerra contínua
Em 1969, o General António Augusto dos Santos foi retirado do comando e, no ano seguinte, em Março, as tropas em Moçambique passaram a ser lideradas pelo General Kaúlza de Arriaga. Kaúlza de Arriaga era mais favorável a um método de combate directo contra os rebeldes, e a política estabelecida de utilizar forças africanas de contra-insurgência foi substituída por forças regulares portuguesas acompanhadas por um pequeno número de soldados africanos. Pessoal local continuava a ser recrutado para operações especiais, tal como o Grupo Especial de Pára-quedistas em 1973, embora tivessem um papel menos importante sob as ordens do novo comandante. As suas tácticas foram parcialmente influenciadas após uma reunião com o General William Westmoreland dos Estados Unidos.
Por volta de 1972, no entanto, começaram a haver várias pressões de outros comandantes, em particular do segundo comandante, o General Francisco da Costa Gomes, que defendia o uso de Flechas, forças de operações especiais dependentes da Polícia Internacional e de Defesa do Estado (PIDE) criadas, inicialmente, em Angola, para actuar na Guerra do Ultramar. Os Flechas eram compostos por homens de tribos locais, especializados em seguir o rasto, reconhecimento local e operações antiterroristas. Costa Gomes achava que os soldados africanos eram mais baratos e estavam mais preparados para criar um melhor relacionamento com a população local, uma táctica semelhante à utilizada pelas tropas norte-americanas na Guerra do Vietname. As unidades Flechas participaram em alguns combates já no termo do conflito, após a demissão de Kaúlza de Arriaga na véspera da revolução do 25 de Abril de 1974. Estas unidades continuariam a causar problemas à FRELIMO, mesmo depois da revolução e da retirada de Portugal de Moçambique, quando este país entrou em guerra civil.
Na prática, foram várias as forças especiais que tiveram um papel importante do lado português, tanto para o conflito moçambicano como para a Guerra Colonial:
- Grupos Especiais (GE; 1971): unidades semelhantes àquelas utilizadas em Angola;
- Grupos Especiais Pára-quedistas (GEP; 1971): unidades de soldados voluntários locais com treino em pára-quedismo;
- Grupos Especiais de Pisteiros de Combate (GEPC; 1971): unidades especiais de seguimento de rasto;
- Flechas (1970): homens de tribos locais e desertores, especializados em seguir o rasto, reconhecimento local e em operações antiterroristas. Por várias ocasiões faziam as patrulhas em uniformes capturados, e eram gratificados com dinheiro por cada guerrilheiro, ou arma, capturados.

Durante todo o período de 1970–1974, a FRELIMO intensificou as suas operações de guerrilha, especializando-se em terrorismo urbano. A utilização de minas também aumentou, sendo referido que eram responsáveis por duas em cada três vítimas do lado dos portugueses. Durante o conflito, a FRELIMO usou vários tipos de minas antitanque e antipessoal, como a PMN, a TM-46 e a POMZ. Foram mesmo utilizadas minas anfíbias, como as PDM. Esta utilização em grande escala de minas, acabou por criar um sério problema psicológico entre as tropas portuguesas. Este medo, associado a uma frustração de sofrer baixas sem mesmo ter visto o inimigo, foi deitando por terra o moral dos homens e dificultando o progresso do lado português.

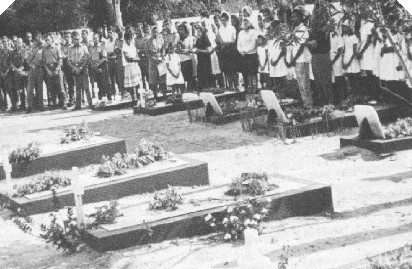
Homenagem a soldados mortos em combate.

A 10 de Junho de 1970, o exército português lançou uma contra-ofensiva de grande dimensão: a Operação Nó Górdio. O seu objectivo consistia em erradicar as rotas de infiltração das guerrilhas independentistas ao longo da fronteira com a Tanzânia e destruir as suas bases permanentes em Moçambique. Esta operação durou sete meses, e mobilizou no total 35 mil militares (em particular, unidades de elite como pára-quedistas, comandos e fuzileiros), e foi parcialmente bem-sucedida.
A coordenação entre os diferentes meios militares, bombardeiros, helicópteros e patrulhas terrestres, foi bem sucedida. Foram utilizadas técnicas norte-americanas de ataque rápido com helicópteros, apoiados por fortes bombardeamentos aéreos, dos campos da FRELIMO, pela Força Aérea Portuguesa (FAP), para assim cercar e eliminar a guerrilha. Estes bombardeamentos foram acompanhados por artilharia pesada terrestre. Os portugueses utilizaram, também, unidades de cavalaria por forma a cobrir os flancos das patrulhas, em zonas onde o terreno não permitia a utilização de veículos motorizados.
As primeiras dificuldades para os portugueses tiveram início quase de imediato com a chegada da época das monções, criando problemas a nível logístico. Não só as tropas portuguesas estavam mal equipadas como não havia muita cooperação entre a FAP e o exército. Assim sendo, o exército tinha pouco apoio da FAP. As baixas do lado português começaram a ser superiores às da FRELIMO, levando a nova intervenção política a partir de Lisboa.

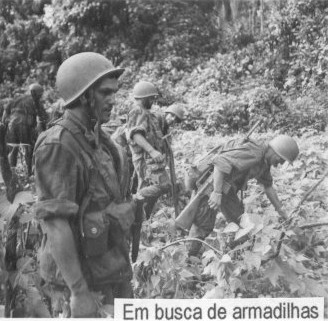
Soldados portugueses em patrulha nas difíceis condições de terreno de Moçambique.

A operação resultou, de acordo com relatórios do lado português, em 651 guerrilheiros mortos (embora o número pudesse rondar os 440) e 1 840 capturados, contra mais de 100 baixas nas tropas portuguesas. O General Kaúlza Arriaga também reportou que as suas tropas destruíram 61 bases dos guerrilheiros e 165 campos, e foram capturadas 40 toneladas de munições nos primeiros dois meses. Embora a Operação Nó Górdio tenha sido considerada a ofensiva portuguesa com mais sucesso do conflito, enfraquecendo as guerrilhas a tal ponto que deixaram de constituir uma ameaça, alguns oficiais consideraram esta operação como falhada; a grande concentração de tropas portuguesas nesta operação enfraqueceu as zonas Norte e Centro de Moçambique, onde se assistiu ao aumento, discreto, da presença dos rebeldes e constituição de novas bases, nomeadamente em Tete.
Em 1972, os militares portugueses alteraram a sua estratégia adaptando a norte-americana search and destroy ("procurar e destruir"). Este estratégia, utilizada durante a Guerra do Vietname, consistia em inserir tropas em território hostil, "procurar" o inimigo, "destruí-lo" e retirar imediatamente. Esta estratégia já havia sido a base da doutrina em vigor desde o início do conflito, mas foi substituída pelo General Augusto dos Santos por uma estratégia de minimização das baixas. No entanto, a 18 de Novembro, a FRELIMO – com um contingente de cerca de 8 mil guerrilheiros – daria início a uma larga ofensiva nas províncias de Tete, Niassa e Cabo Delgado. A resposta portuguesa não se faria esperar; seria violenta levando a ataques de represália, numa tentativa de enfraquecer a dedicação da população local na FRELIMO. A 16 de Dezembro, a 6ª companhia de Comandos mata os habitantes de três aldeias do Norte de Moçambique, a 30 km da cidade de Tete. Designado por "Massacre de Wiriyamu", os soldados portugueses terão morto entre 150 a 300 aldeões acusados de serem simpatizantes da FRELIMO. Muitas das vítimas eram mulheres e crianças. O massacre foi relatado, de novo, em Julho de 1973 por um padre católico britânico, Adrian Hastings, e dois outros padres missionários espanhóis. O governo português negou os acontecimentos, apesar de discutido em Conselho de Ministros, a 18 de Agosto de 1974, um relatório de Jorge Jardim que comprovava a sua veracidade, incluía fotografias da aldeia destruída, e aconselhava a que o massacre fosse reconhecido e explicado. Foram criadas versões diferentes dos acontecimentos, relatada pelo Arcebispo de Dar es Salaam Laurean Rugambwa, que afirma que as alegadas mortes foram da responsabilidade de soldados da FRELIMO, e não pelas forças portuguesas. Ainda em outra versão dos acontecimentos, os alegados massacres não passam de uma forma de propaganda cujo objectivo era destruir a reputação dos portugueses do estado português no estrangeiro.
Entre 1972 e 1974, a FRELIMO adoptou uma estratégia de ataque contra as comunidades dos colonos; a linha de caminho de ferro Beira-Tete foi atacada e, em 1974, provocam o descarrilamento de um comboio na linha da Beira-Umtali. Ainda em 1973, a FRELIMO começou a minar as cidades e as aldeias numa tentativa de desacreditar a confiança dos civis nas forças portuguesas. "Aldeamentos: água para todos" era uma mensagem vista habitualmente nas áreas rurais, e um meio dos portugueses realojarem a população local, por forma a isolar a FRELIMO  das suas bases civis No entanto, nem todos os habitantes aderiram de boa vontade aos realojamentos (alguns de forma forçada), pois não acreditavam na segurança prometida pelos portugueses; alguns chegaram mesmo a fugir desses aldeamentos, e outros nem sequer chegaram a ocupa-los. Este programa de realojamento fazia parte da estratégia "psicológica" de Kaúlza de Arriaga que incluia, também, a construção de uma vila "modelo" em Nangade, junto da fronteira com a Tanzânia, com todas as infraestruturas de um centro urbano desenvolvido. O objectivo era atrair a população e criar uma barreira defensiva contra a FRELIMO. Este projecto foi aprovado pelo governo da metrópole, e os materiais para a sua construção enviados para Moçambique; no entanto, a distância e as dificuldades encontradas no terreno, acabaram por deitar por terra o projecto.
Reciprocamente, a política de Mondlane de misericórdia para com os colonos civis portugueses foi abandonada, em 1973, pelo novo chefe, Samora Machel. "Pânico, desmoralização, abandono e sensação de futilidade - eram estas as emoções entre os brancos em Moçambique" afirma um historiador deste conflito, T. H. Henricksen em 1983. Esta mudança levou ao surgimento de protestos dos colonos portugueses contra o governo de Lisboa, um sinal indicador da impopularidade do conflito. Juntamente com as notícias do massacre de Wiriyamu, e com os renovados ataques da FRELIMO em 1973 e 1974, o agravamento da situação em Moçambique contribuirá no futuro para a queda do governo português em 1974. Um jornalista Português argumentou:
| “ | "Em Moçambique dizemos que existem três guerras: uma guerra contra a FRELIMO; uma guerra entre o exército e a polícia secreta; e uma guerra entre o exército e a polícia secreta e o governo central." | ” |

### De 1974 a 1975

#### Instabilidade político-militar e cessar-fogo
Em Lisboa, desde há alguns anos que se desenvolviam organizações de contestação contra a Guerra Colonial. A Ação Revolucionária Armada (ARA), uma organização portuguesa criada pelo PCP nos anos 60, cujo objectivo era a luta armada contra a ditadura fascista, e as Brigadas Revolucionárias, uma organização de esquerda, lutavam contra as guerras coloniais. Realizaram diversas operações de sabotagem e ataques à bomba a alvos militares, como os ataques à base aérea de Tancos onde destruíram vários helicópteros, em 8 de Março de 1971, e sede à da NATO no concelho de Oeiras, em 27 de Outubro do mesmo ano. Destaque-se, também, as sabotagens aos navios Cunene, Vera Cruz (de transporte de tropas) e Niassa, em 9 de Abril de 1974. A falta de popularidade da Guerra Colonial entre muitos portugueses, levou à criação de vários jornais e revistas da esquerda radical, como o Cadernos Circunstância, Cadernos Necessários, Tempo e Modo e Polémica, que tinham apoio das universidades, e apelavam por soluções políticas para os problemas coloniais.
No último ano do conflito, a opinião generalizada entre os militares era a de que esta guerra se encontrava numa situação insustentável. No início do ano, em Janeiro, um ataque da FRELIMO provoca a morte da mulher de um colono europeu, em Vila Pery, e instala um sentimento de insegurança na região central de Moçambique; as Forças Armadas são acusadas de nada fazer. Dois dias depois, tanto o comércio desta cidade, como o da Beira, encerra em sinal de luto, e têm lugar violentas contestações da população branca contra os militares; estes declinam responsabilidades dadas as difíceis condições por que estavam a passar. O General Francisco da Costa Gomes, parte para Moçambique para se inteirar sobre estes acontecimentos. Face à gravidade dos acontecimentos, o Movimento das Forças Armadas (MFA) reúne-se, e expõe as suas preocupações ao General Spínola, assinada por 180 oficiais. Neste novo contexto do conflito, Costa Gomes demite o comandante da Região Militar de Moçambique. No entanto, em Lisboa também se dão movimentações políticas e, em Março, tanto Costa Gomes como Spínola, são demitidos, o que determina o fim das operações militares em Moçambique. Em Abril de 1974, a FRELIMO está equipada com o SAM-7, um míssil terra-ar de grande precisão, que vem ameaçar a supremacia aérea portuguesa. De acordo com informações militares, a FRELIMO tinha aumentado a sua actividade nos primeiros quatro meses de 1974.
A crescente instabilidade em Portugal culminaria em 25 de Abril de 1974, com a Revolução dos Cravos, um golpe de estado realizado pela esquerda militar em Lisboa, que depôs o governo de Marcelo Caetano. Milhares de cidadãos portugueses deixaram Moçambique, e o novo chefe de governo, o General António de Spínola, anunciou o cessar-fogo. Após o "25 de Abril", reinava a confusão tanto ao nível governamental como no seio dos militares. Costa Gomes parte para Moçambique para reforçar a posição do Movimento das Forças Armadas (MFA) entre as forças portuguesas. Com a mudança de governo em Lisboa, muitos soldados recusaram-se a combater, mantendo-se nas suas bases em vez de partir em patrulha, chegando mesmo a confraternizar com os guerrilheiros da FRELIMO. Esta continuou a avançar para sul, mas sem encontrar já qualquer resistência.

#### Apuramento da repressão policial durante o Estado Novo
Só depois do 25 de abril foi possível averiguar os crimes perpetrados pelo Estado Novo. Uma comissão de verdade instituída pelo Exército português em maio de 1974 "registaram milhares de queixas e denúncias de vítimas e familiares de desaparecidos e mortos, inquiriram testemunhas, acusados e responsáveis institucionais, recorreram a perícias médicas e resgataram da destruição arquivos da polícia política". Com base nessa informação redescoberta na Torre do Tombo, Maria José Oliveira do jornal Público escalpeliza a ação da PIDE em Moçambique de 1964-1974. Com mortes diárias nas suas celas e gabinetes, tinham ainda prisões e salas de tortura clandestinas para execuções sumárias e sevícias sexuais.. A perseguição religiosa a muçulmanos era particularmente feroz. O Estado Novo tinha conhecimento direto e recebeu alertas da Cruz Vermelha Internacional, mas nada fez. Aquando da revolução dos cravos, vai haver um esforço por destruir as provas. Veja os 7 capítulos aqui.

#### Independência
As primeiras tentativas de negociação de paz datam de Setembro de 1973, ano em que Jorge Jardim, empresário há muito estabelecido em Moçambique e com contactos privilegiados, tanto em Portugal como em África, se encontra com Kenneth Kaunda, líder zambiano, para analisar um esboço de um "acordo de paz" - Programa de Luzaka - para as partes envolvidas no conflito. No entanto, a apresentação desta proposta ao governo presidido por Marcelo Caetano não é bem recebida. Novamente, em Junho de 1974, depois do golpe de estado, Portugal faz nova tentativa de acordo de paz e cessar-fogo, numa reunião em Luzaka, em que estiveram presentes o presidente Kaunda, Mário Soares (Ministro dos Negócios Estrangeiros), Otelo Saraiva de Carvalho (MFA) e Samora Machel; o encontro não correu bem, e a proposta não foi aceite pela FRELIMO que, dada a instabilidade e desorganização militar em Moçambique, atacava as propriedades dos cidadãos brancos. Só em Agosto é que a FRELIMO cessaria a sua actividade militar contra os portugueses.
As negociações entre a administração portuguesa, através do MFA, e a FRELIMO  culminaram na assinatura dos Acordos de Lusaka em 7 de Setembro de 1974 na Tanzânia, com a transferência de soberania para as mãos da organização moçambicana. No entanto, a situação dos colonos não ficou bem definida, principalmente no que dizia respeito às suas propriedades, restantes bens e situação profissional, o que levou a uma insatisfação generalizada entre estes, dando origem a uma série de levantamentos.
A formalização da independência de Moçambique ficou, finalmente, estabelecida em 25 de Junho de 1975, o 13º aniversário da fundação da FRELIMO.

## Rescaldo

### Portugal

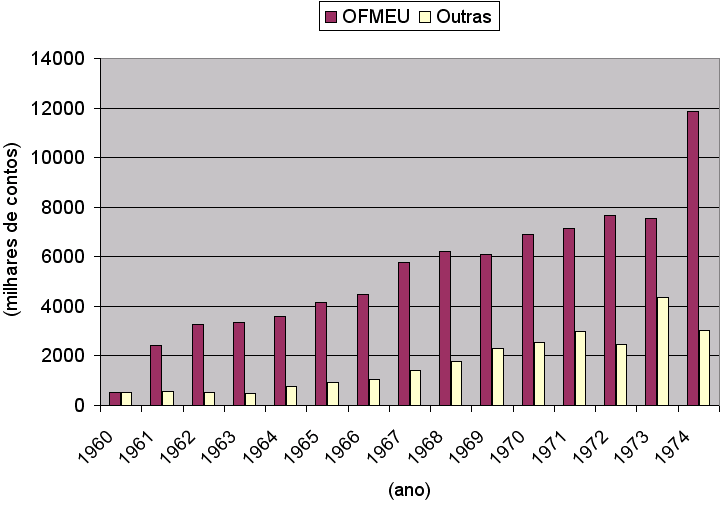
O gráfico mostra o aumento das despesas militares durante a Guerra Colonial, As barras amarelas representam despesas orçamentadas, e as cor de vinho as extraordinárias.

Na zona Este de África, os colonos portugueses eram diferentes dos seus congéneres europeus. Enquanto os restantes europeus eram típicos colonizadores do início do século XX, no que diz respeito aos portugueses, estes descendiam de famílias que já  estavam estabelecidas no local há vários séculos. Por isso e pela sua localização geográfica junto à África do Sul e à Rodésia países africanos onde existia uma forte cultura europeia, Moçambique era considerada uma Província Ultramarina elitista.
Depois da independência do território, no entanto, o receio de represálias e das ideologias pró-comunistas do novo governo da FRELIMO, resultaram num êxodo de milhares de portugueses europeus, africanos e de outras etnias dos novos territórios independentes para Portugal e outros países. Em Moçambique, muitos portugueses étnicos consideravam-se moçambicanos.
O número certo de portugueses que deixaram Moçambique, os chamados "retornados", não é conhecido, no entanto poderá variar entre os 165 mil e os 210 mil. As cidades, vilas e aldeias fundadas pelos portugueses, e que se desenvolveram sob o governo de Portugal, viram os seus nomes alterados após a independência: por exemplo, Lourenço Marques para Maputo, Vila Pery para Chimoio, Vila Cabral para Lichinga e Vila Junqueiro para Gurúè. As estátuas colocadas durante o período da permanência portuguesa foram retiradas de todos os centros urbanos.
A Guerra Colonial consumiu cerca de 44% do orçamento português. Este gasto excessivo, desviou fundos necessários ao desenvolvimento das infraestruturas em Portugal e contribuiu para a instabilidade crescente nesta nação europeia. No entanto, o crescimento do PIB português durante o período da Guerra Colonial, 1961-1974, foi grande, atingindo uma taxa média de crescimento de 6%. O PIB das  províncias ultramarinas de África teve, também, um crescimento significativo, juntamente com a construção de infraestruturas.

### Moçambique: crise económica e início da guerra civil
Com o êxodo do pessoal especializado (cerca de 90% da população era analfabeta), os novos estados independentes não tinham mão de obra preparada para manter as suas infraestruturas e, deste modo, assistiu-se a uma decadência da economia. Aliada à perda desta mão de obra, todos aqueles que saíram do país, pessoas e empresas, levaram consigo dinheiro e bens, agravando ainda mais a situação deficitária de Moçambique. O governo da FRELIMO estabeleceu ligações comerciais com alguns países comunistas como a União Soviética ou a Alemanha Oriental, em detrimento de Portugal, que viu, assim, a sua influência diminuir na região.
Ao longo de todo o conflito, a FRELIMO foi criando as chamadas “zonas libertadas” que consistiam em áreas administradas pelas forças de libertação. A nova administração colocava um ponto final na anterior forma de governação colonial, considerada como exploratória da população nativa, e dava os primeiros passos na direcção de uma sociedade socialista, com a colectivização da produção e comercialização dos bens. As primeiras zonas a serem geridas por este novo modelo foram as províncias de Cabo Delgado, Niassa e Tete. Após a independência, o novo governo apostou no desenvolvimento das áreas sociais, nomeadamente a saúde e a educação. Na saúde, apostou-se no desenvolvimento da rede sanitária para o interior, nas zonas rurais que consistiam numa vasta área do país; e no desenvolvimento da medicina preventiva. Na área educativa, tentou-se combater a elevada taxa de analfabetismo, 90%, através da entrada de um número elevado de crianças para o ensino primário e, também, ao nível dos adultos. No que respeita à agricultura, a FRELIMO estabeleceu programas de mecanização das plantações, terminando, assim, com a utilização em massa de meios humanos, a população local. No entanto, juntamente com a crise económica que se seguiu ao conflito, todo esta nova estratégia não teve o efeito desejado de desenvolvimento do país, assistindo-se, até 1976, a uma diminuição da produção, tanto para consumo interno como para exportação. Esta situação iria, ainda, potenciar a crise económica já latente.
Samora Machel tornou-se o primeiro presidente de Moçambique. O Reverendo Uria Simango, a sua esposa e outros elementos dissidentes da FRELIMO foram presos em 1975, e executados sem julgamento, em data desconhecida. Dois anos depois, tem início a Guerra Civil Moçambicana contra os rebeldes da RENAMO. Moçambique assistiu a problemas sérios após a independência. A recessão económica e social, o totalitarismo marxista, a corrupção política, a pobreza, as desigualdades económicas e o insucesso do planeamento central, fizeram nascer uma vontade revolucionária. A paz só voltaria em 1992, com a assinatura do Acordo Geral de Paz, a 4 de Outubro, em Roma, entre a FRELIMO de Joaquim Chissano e a RENAMO de Afonso Dhlakama.

### Material impresso
- Bowen, Merle. The State Against the Peasantry: Rural Struggles in Colonial and Postcolonial Mozambique. University Press Of Virginia; Charlottesville, Virginia, 2000
- Calvert, Michael Brig. Counter-Insurgency in Mozambique do Journal of the Royal United Services Institute, nº 118, Março 1973
- Cann, John P. Counterinsurgency in Africa: The Portuguese Way of War, 1961–1974, Hailer Publishing, 2005, ISBN 0-313-30189-1
- Grundy, Kenneth W. Guerrilla Struggle in Africa: An Analysis and Preview, Nova Iorque: Grossman Publishers, 1971, ISBN 0-670-35649-2
- Galha, Henrique Terreiro, Descolonização e Independência em Moçambique-Factos e Argumentos, Ed. Edfera do Caos, ISBN 978-98-968-0020-8
- Garcia, Francisco Proença, A Guerra de Moçambique 1964-1974, Ed. Quidnovi, 2010, ISBN 978-98-9628-191-5
- Henriksen, Thomas H. Remarks on Mozambique, 1975
- Jardim, Jorge, Moçambique Terra Queimada, 1976, Editorial Intervenção
- Legvold, Robert. Soviet Policy in West Africa, Cambridge, Massachusetts: Harvard University Press, 1970, ISBN 0-674-82775-9
- Mailer, Phil. Portugal - The Impossible Revolution? 1977, ISBN 0-900688-24-6
- Melo, João, Os Anos da guerra, 1961-1975: os portugueses em África - crónica, ficção e história, Publicações D. Quixote, Lisboa, 1988, ISBN 972-20-1481-1
- Newitt, Malyn. A History of Mozambique, 1995, ISBN 0-253-34007-1
- Wright, George. The Destruction of a Nation, 1996, ISBN 0-7453-1029-X